# Gerardus Jacobus van Swaaij

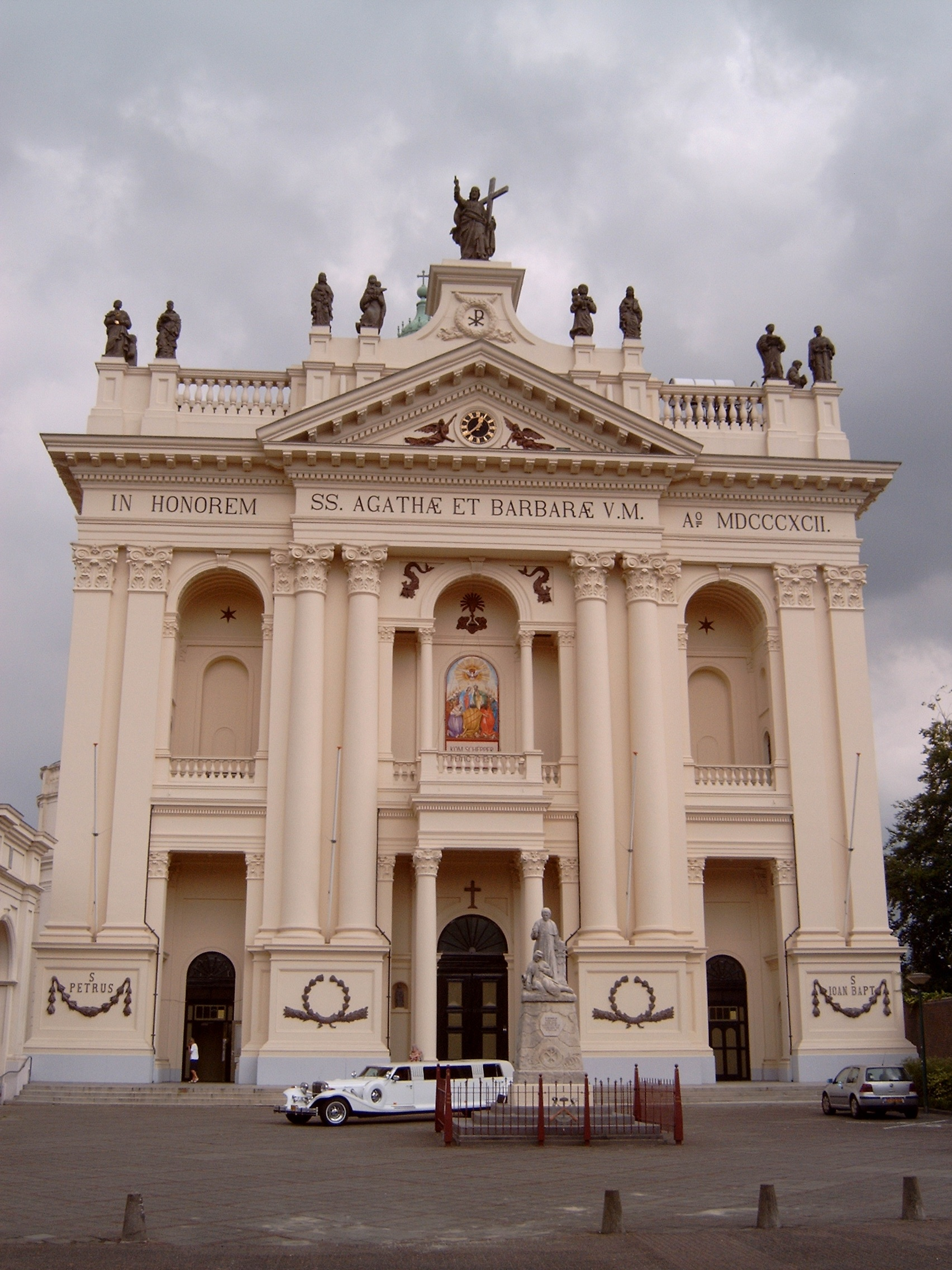
Voorgevel van de Basiliek van de H.H. Agatha en Barbara te Oudenbosch. Van Swaaij baseerde zich in zijn ontwerp op de voorgevel van de Aartsbasiliek van Sint-Jan van Lateranen te Rome.

Gerardus Jacobus van Swaaij (soms wordt zijn achternaam gespeld als Van Swaay) (Loenen, 22 juni 1867 – Delft, 6 januari 1945) was een Nederlands politicus, hoogleraar en architect.

## Biografie
Van Swaaij werd geboren in Loenen aan de Vecht als zoon van de zakenman Henricus van Swaaij en Maria Theresia Arnolds. Na de hogereburgerschool in Utrecht ging hij in 1885 civiele techniek studeren aan de Polytechnische School te Delft. In 1885 verwierf hij zijn ingenieursdiploma. In de leerjaren 1892/93 en 1893/94 was hij docent natuurkunde op de hbs in respectievelijk Tilburg en Winterswijk.
Na zijn studie ontwierp Van Swaaij de in 1892 gebouwde voorgevel van de rijksmonumentale Basiliek van de H.H. Agatha en Barbara te Oudenbosch. In diezelfde plaats ontwierp hij al rond 1888 de koepel van het rijksmonumentale Instituut Saint-Louis van de Broeders van Oudenbosch. In Oud Gastel ontwierp hij de in 1906 gebouwde neogotische parochiekerk Heilige Laurentius, die tevens een rijksmonument is.
Ook volgde Van Swaaij een academische studie elektrische meetkunde van 1894 tot 1897 te Berlijn. Na zijn terugkeer in Nederland was hij opnieuw als docent werkzaam aan de Rijks-hbs in Tilburg. In 1902 publiceerde hij het lijvige boekwerk "Magnetisme en Electrische Metingen". Van 1904 tot 1914 was hij in Delft hoogleraar elektrotechniek.

## Politiek
Als katholiek minister van Waterstaat had Van Swaaij echter weinig gezag. Tijdens zijn Eerste Kamerlidmaatschap (1913-1922) was hij directeur van de Provinciale Noord-Brabantse Electriciteits Maatschappij. Als minister van Waterstaat in het kabinet-Ruijs de Beerenbrouck II behoorde hij tot de minder opvallende figuren. Hij bracht wel enkele belangrijke wetten tot stand, zoals een wet over de opsporing van delfstoffen. Van Swaaij sloot in 1923 ook de Postcheque- en Girodienst (PCGD) nadat een intern centralisatie- en mechanisatieproject had geleid tot aanzienlijke chaos. De PCGD werd in september 1924 weer geopend.
Met het ontbinden van het kabinet in augustus 1925 nam hij ontslag en trad vervolgens als raadgever van de regering op. Van 1933 tot 1943 was hij voorzitter van de "Electriciteitsraad" en van 1933 tot aan zijn overlijden in 1945 was hij ook voorzitter van de "Natuurschooncommissie Electrische Geleidingen".
- Biografisch Portaal: 27743566
- International Standard Name Identifier: 0000 0003 9012 0999
- Nederlandse Thesaurus van Auteursnamen: 075016877
- Parlement.com: vg09ll9u03gh
- Virtual International Authority File: 283681435
- WorldCat: E39PBJpYyqyDqtdXpwppfkWhpP